# Tierga
Tierga è un comune spagnolo di 244 abitanti situato nella comunità autonoma dell'Aragona.